# Agosto (Salone dei Mesi)
Agosto è uno degli affreschi (500×320 cm circa) del Salone dei Mesi di Palazzo Schifanoia a Ferrara. È databile al 1468-1470 circa ed è attribuito a Cosmè Tura e al Maestro di Ercole.

## Storia
Gli affreschi del Salone di rappresentanza di palazzo Schifanoia furono eseguiti per volontà di Borso d'Este negli anni 1468-1470 per celebrare probabilmente l'investitura, da parte di papa Paolo II, di Borso a duca di Ferrara, programmata all'inizio del 1471.
Manifesto politico della grandezza del duca e delle sue arti di governo, e testimonianza alta della cultura della corte estense, il ciclo di Schifanoia fu realizzato da tutti gli artisti dell'Officina ferrarese, con la direzione probabile di Cosmè Tura e l'ideazione del tema da parte dell'astronomo, astrologo e bibliotecario di corte Pellegrino Prisciani, che attinse a vari testi eruditi antichi e moderni.
Col tempo il palazzo venne praticamente abbandonato, versando in gravi condizioni soprattutto dopo la cacciata degli Este (1598). Gli affreschi furono scialbati e le sale del palazzo destinate ad usi impropri, che compromisero gravemente le decorazioni. Solo tra il 1820 e il 1840 vennero progressivamente ritrovati gli affreschi, dei quali però restarono leggibili solo sette su dodici, in particolare le sole pareti nord ed est.

## Descrizione e stile

I Decani

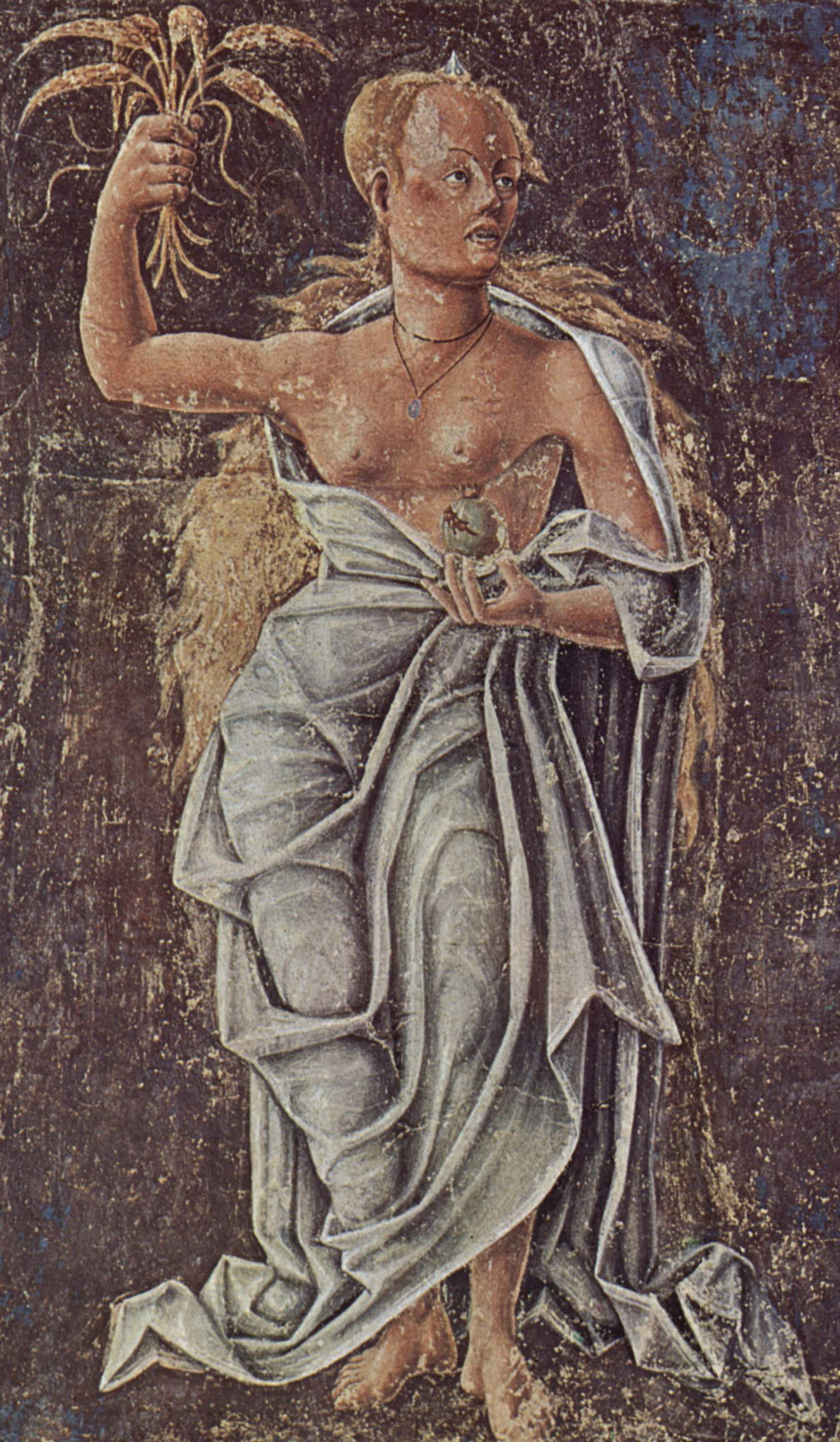
La Fertilità

Come gli altri Mesi, anche Agosto è diviso in tre fasce orizzontali: una superiore con il trionfo della divinità protettrice del mese, in questo caso Cerere, una centrale con il segno zodiacale (Vergine) e i tre "decani", e una inferiore con scene del governo di Borso d'Este.
Il trionfo di Cerere, dea delle messi, è impostato su un carro da parata, trainato dai draghi. Essa protegge il segno della Vergine ed ha come attributi le spighe e un paio di corna (già di Iside). Attorno alla dea si svolgono scene di lavoro dei campi, come l'aratura, e scene di mercato. Sullo sfondo si vede il ratto da parte di Ade di Proserpina, con le sue damigelle che si disperano.
La fascia centrale mostra le tre figure dei "decani", cioè i protettori delle tre decadi del mese, e la Vergine distesa. Si tratta dei protettori delle tre decadi del mese, rappresentati secondo il sistema astrologico egizio che venne trascritto da Teucro Babilonese nel I secolo a.C., poi ripreso nell'Astronomica di Manilio in età imperiale e poi da Pietro d'Abano nel medioevo (Astolabium planum), mediando da testi arabi, come Albumasar (IX secolo).
Vi si vede una donna, Proserpina, col seno scoperto che tiene in mano delle spighe e una melagrana, simbolo di fertilità; segue uno scrivano che allude al pianeta Mercurio nelle vesti del dio babilonese Nabu, ermafrodita e inventore della scrittura, nonché protettore dei mestieri ad essa collegati, e domiciclio diurno della Vergine; infine una donna inginocchiata col capo coperto, un riferimento alla Preghiera tramite Venere piangente sulla tomba di Adone. Il loro significato non è sicuro. Le ipotesi più accreditate sono quelle di Aby Warburg che, consultando vari testi antichi, tra cui l'Astronomica di Manilio, spiegò i decani come divinità sideree egiziane di età ellenistica, con un preciso significato astrologico, che presiedevano alle forme di vita nate nei periodi di tempo da essi controllati; erano inoltre assimilati ai pianeti posti sotto il loro dominio, e ai segni dello zodiaco: di ogni segno i decani rappresentavano infatti le tre "facce".
Nella fascia inferiore riusciamo ad intravedere, davanti ad eleganti architetture, un'altra scena di ambasciatori ricevuti dal duca ed un'altra partenza per la caccia.
Se le scene figurate non sono di qualità eccelsa, i Decani sono attribuiti a Tura per la loro vigorosa forza plastica, il panneggio dal caratteristico effetto pesante e bagnato, le forme cristallizzate.